# Pachymerium imbricatum
Pachymerium imbricatum är en mångfotingart som beskrevs av Carl Graf Attems 1934. Pachymerium imbricatum ingår i släktet Pachymerium och familjen storjordkrypare. Inga underarter finns listade i Catalogue of Life.